# Дубки (Уфимський район)
Дубки́ (рос. Дубки, башк. Дубки) — присілок (в минулому селище) у складі Уфимського району Башкортостану, Росія. Входить до складу Булгаковської сільської ради.
Населення — 219 осіб (2010; 188 в 2002).